# 科琴加河
科琴加河是俄羅斯的河流，屬於伊利姆河的右支流，由伊爾庫茨克州負責管轄，河道全長140公里，流域面積約3,830平方公里，發源自中西伯利亞高原，河水主要來自融雪和雨水。